# George Emil Palade
George Emil Palade (phát âm tiếng Romania: [ˈd͡ʒe̯ord͡ʒe eˈmil paˈlade] ⓘ; ngày 19 tháng 11 năm 1912 - ngày 7 tháng 10 năm 2008) là một nhà sinh vật học người Rumani - Mỹ. Được công nhận là "nhà sinh học tế bào có ảnh hưởng nhất từ trước đến nay", năm 1974, ông được trao giải thưởng Nobel về sinh lý học và y học cùng với Albert Claude và Christian de Duve. Giải thưởng được trao vì các khám phá của mình trong kính hiển vi điện tử và phân đoạn tế bào giúp xây dựng nền móng cho sinh học tế bào hiện đại,  phát hiện đáng chú ý nhất là các ribosome của lưới nội chất - mà ông lần đầu tiên mô tả vào năm 1955.
Palade cũng nhận được Huân chương Khoa học Quốc gia Hoa Kỳ về Khoa học Sinh học vì "những khám phá tiên phong một loạt các cấu trúc cơ bản, có tổ chức cao trong tế bào sống" vào năm 1986, và đã được bầu làm Thành viên của Viện Hàn lâm Khoa học Quốc gia Hoa Kỳ vào năm 1961. Năm 1968, ông được bầu để làm một thành viên danh dự của Hiệp hội Kính hiển vi Hoàng gia (HonFRMS). và năm 1984, ông được bầu làm Thành viên nước ngoài của Hiệp hội Hoàng gia (ForMemRS).

## Thời thơ ấu và giáo dục ban đầu
George Emil Palade sinh ngày 19 tháng 11 năm 1912 tại Iași, Romania; Cha ông là giáo sư triết học tại Đại học Iași và mẹ ông là giáo viên trung học. George E. Palade đã nhận bằng MD vào năm 1940 từ Trường Y khoa Carol Davila ở Bucharest.

## Sự nghiệp và nghiên cứu khoa học
Palade là một thành viên của khoa tại Đại học Carol Davila cho đến năm 1946, khi ông tới Hoa Kỳ  để làm nghiên cứu tiến sĩ. Trong khi hỗ trợ Robert Chambers trong Phòng thí nghiệm sinh học của Đại học New York, anh đã gặp Giáo sư Albert Claude. Sau đó, ông gia nhập với Claude tại Viện nghiên cứu y học Rockefeller.
Năm 1952, Palade trở thành công dân nhập tịch Hoa Kỳ. Ông làm việc tại Viện Rockefeller (1958 lồng1973), và là giáo sư tại Trường Y Đại học Yale (1973 1921990), và Đại học California, San Diego (1990 Ném2008). Tại UCSD, Palade là Giáo sư Y khoa tại nơi cư trú (Danh dự) tại Khoa Y học Tế bào & Phân tử, đồng thời là Trưởng khoa Khoa học (Emeritus), tại Trường Y ở La Jolla, California.
Năm 1970, ông đã được trao giải thưởng Louisa Gross Horwitz từ Đại học Columbia cùng với Renato Dulbecco, người giành giải thưởng Nobel về sinh lý học hoặc y học năm 1975 " vì những khám phá liên quan đến tổ chức chức năng của tế bào là sự kiện quan trọng trong sự phát triển của sinh học tế bào hiện đại ", liên quan đến nghiên cứu trước đây của ông được thực hiện tại Viện nghiên cứu y học Rockefeller. Bài giảng Nobel của ông, được phát vào ngày 12 tháng 12 năm 1974, có tựa đề: "Các khía cạnh bên trong tế bào trong quá trình bài tiết protein", được xuất bản năm 1992 bởi Quỹ giải thưởng Nobel,  Ông được bầu làm thành viên danh dự của Học viện Rumani năm 1975. Năm 1981, Palade trở thành thành viên sáng lập của Hội đồng văn hóa thế giới. Năm 1988, ông cũng được bầu làm Thành viên danh dự của Viện Hàn lâm Khoa học và Nghệ thuật Mỹ-Rumani (ARA).
Palade là Chủ tịch đầu tiên của Khoa Sinh học Tế bào tại Đại học Yale. Hiện tại, chức Chủ tịch của Sinh học tế bào tại Yale được đặt tên là "Giáo sư George Palade".
Tại Viện nghiên cứu y học Rockefeller, Palade đã sử dụng kính hiển vi điện tử để nghiên cứu tổ chức bên trong của các cấu trúc tế bào như ribosome, ty thể, lục lạp, bộ máy Golgi và  nhiều thứ khác. Khám phá quan trọng nhất của ông đã được thực hiện trong khi sử dụng một chiến lược thử nghiệm được gọi là phân tích xung-đuổi. Trong thí nghiệm, Palade và các đồng nghiệp của mình đã có thể xác nhận một giả thuyết hiện có rằng một con đường bí mật tồn tại và Lưới nội chất không hạt và bộ máy Golgi hoạt động cùng nhau.
Ông tập trung vào các cơ quan Weibel-Palade (một cơ quan lưu trữ  ở nội mô, có chứa yếu tố von Willebrand và các loại protein khác nhau) mà ông nghiên cứu cùng với nhà giải phẫu học người Thụy Sĩ Ewald R. Weibel.
Một lưu ý nữa là giải thưởng Nobel về hóa học đã được trao vào năm 2009 cho các tiến sĩ. Venkatraman Ramakrishnan, Thomas A. Steitz và Ada E. Yonath " để nghiên cứu về cấu trúc và chức năng của ribosome ", được phát hiện bởi Tiến sĩ George Emil Palade.

## Cuộc sống cá nhân
Palade sống cùng vợ Marilyn Farquhar, một nhà sinh vật học tế bào tại Đại học California, San Diego, và có một cô con gái và cậu con trai.